# アーノルド・ローベル
アーノルド・ローベル（Arnold Lobel, 1933年5月22日 アメリカ・ロサンゼルス市 - 1987年12月4日 ニューヨーク）は、アメリカの絵本作家。

## 生涯
- 1933年　カリフォルニア州ロサンゼルスに生まれる。高校卒業後、ブルックリンのプラット・インスティテュートに入学。ここで、本のイラストレーションを学ぶ。
- 1955年　ポーランド・クラクフ出身のアニタ・ケンプラー（英語版）と結婚。その後はニューヨーク・ブルックリンに住み、絵本の制作を続けた。
- 1962年　『マスターさんとどうぶつえん』でプロの絵本作家としてデビューする[1]。
- 1970年　『がまくんとかえるくん』シリーズを描き始め、1979年まで続く[1]。
- 1985年　ローベルが文、妻アニタが作画を担当した絵本『わたしの庭のバラの花』がアメリカで出版される。
- 1987年　ニューヨークの病院で死去。リンカーン・センターで追悼の会が行われる。

## 教科書について
- 光村図書の小学校2年の教科書に「お手紙」が掲載[2]。「ふたりはともだち」のサブタイトルとなっている[3]。

## 主な作品
アーノルド・ローベル（Arnold Lobel 1933 - 1987）邦訳作品リストを参照のこと。

## 参考図書
- ローベルの絵本の付録(文化出版局)